# Prêmio Molière
Prêmio Molière de teatro foi criado em 1963, patrocinado pela empresa aérea Air France e foi extinto em 1994 por falta de patrocínio. Desde sua primeira edição, reuniu a classe artística premiando os principais protagonistas das artes cênicas no Rio de Janeiro e em São Paulo. Por conta disso, mesmo extinto ainda em 1994, é lembrado até hoje como o Oscar do teatro nacional.
Anualmente, os vencedores nas categorias de melhor ator, atriz, diretor, dramaturgo e revelação ou prêmio especial recebiam uma estatueta - réplica do busto de Molière, do escultor francês Houdon, além de uma viagem a Paris. Também eram premiados os melhores cenógrafos e figurinistas.
O prêmio era concedido aos melhores do teatro no Rio de Janeiro e em São Paulo, que eram escolhidos por um júri formado por jornalistas e críticos de teatro. A festa de premiação era um importante acontecimento cultural. Muitas vezes foi realizada no Theatro Municipal do Rio de Janeiro e no de São Paulo. No início dos anos 1970, a cerimônia chegou a ser apresentada pelo casal Blota Jr. e Sonia Ribeiro.
Em 1974 o prêmio foi estendido também ao teatro infantil. Em 1992 e 1993, por falta de recursos, as premiações não são realizadas. Volta em 1994, com o patrocínio da parceria Air France - Citroën, mas a categoria Prêmio de Incentivo ao Teatro Infantil é extinta. É também, o último ano da premiação.

## Premiados

### Década de 1960
| Ano  | Vencedores                 | Categoria                     | Nota                                                          |
| ---- | -------------------------- | ----------------------------- | ------------------------------------------------------------- |
| 1965 | Cleyde Yáconis             | Melhor atriz                  | Peça: Toda Nudez Será Castigada                               |
| 1966 | Ademar Guerra              | Melhor diretor                | Peça: Oh! Que Delícia de Guerra                               |
| 1966 | Gianfrancesco Guarnieri    | Melhor ator                   | Peça: O Inspetor Geral                                        |
| 1966 | Nathália Timberg           | Melhor atriz                  | Peça: Meu Querido Mentiroso                                   |
| 1966 | Fernanda Montenegro        | Melhor atriz (Rio de Janeiro) | Peça: A Mulher de Todos Nós                                   |
| 1966 | Bráulio Pedroso            | Melhor autor                  | Peça: O Fardão                                                |
| 1966 | Etty Fraser                | Melhor coadjuvante            | Peça: Os Inimigos                                             |
| 1967 | José Celso Martinez Corrêa | Melhor diretor                |                                                               |
| 1967 | Renato Borghi              | Melhor ator                   | Peça: O Rei da Vela                                           |
| 1967 | Berta Zemel                | Melhor atriz (São Paulo)      | Peça: O Milagre de Annie Sullivan                             |
| 1967 | Fernanda Montenegro        | Melhor atriz (Rio de Janeiro) | Peça: O Homem do Princípio ao Fim                             |
| 1967 | Plínio Marcos              | Melhor autor                  | Peça: Navalha na Carne                                        |
| 1967 | Augusto Boal               | Prêmio especial               | Criação do Sistema Curinga.                                   |
| 1968 | Antunes Filho              | Melhor diretor                |                                                               |
| 1968 | Juca de Oliveira           | Melhor ator                   |                                                               |
| 1968 | Lilian Lemmertz            | Melhor atriz                  | Peça: Dois na Gangorra                                        |
| 1968 | Antonio Bivar              | Melhor autor                  | Peça: Abre a janela e deixa entrar o ar puro e o sol da manhã |
| 1968 | Lourdes de Moraes          | Revelação do ano              |                                                               |
| 1969 | Flávio Rangel              | Melhor diretor                | Peças: À Flor da Pele e Esperando Godot                       |
| 1969 | Othon Bastos               | Melhor ator                   | Peça: Na selva das cidades                                    |
| 1969 | Marília Pêra               | Melhor atriz                  | Peça: Fala Baixo Senão Eu Grito                               |
| 1969 | Leilah Assumpção           | Melhor autor                  | Peça: Fala Baixo Senão Eu Grito                               |
| 1969 | Clóvis Bueno               | Prêmio especial               |                                                               |

### Década de 1970
| Ano  | Vencedores               | Categoria                                               | Nota                                                            |
| ---- | ------------------------ | ------------------------------------------------------- | --------------------------------------------------------------- |
| 1970 | Celso Nunes              | Melhor diretor                                          | Peça: A Longa Noite de Cristal                                  |
| 1970 | Zanoni Ferrite           | Melhor ator                                             |                                                                 |
| 1970 | Lélia Abramo             | Melhor atriz                                            |                                                                 |
| 1970 | Oduvaldo Vianna Filho    | Melhor autor                                            | Peça: A Longa Noite de Cristal                                  |
| 1970 | Jorge Andrade            | Prêmio especial                                         |                                                                 |
| 1971 | Antunes Filho            | Melhor diretor                                          | Peça: As Aventuras de Peer Gynt                                 |
| 1971 | Stênio Garcia            | Melhor ator                                             | Peça: As Aventuras de Peer Gynt                                 |
| 1971 | Wanda Kosmo              | Melhor atriz                                            |                                                                 |
| 1971 | Gianfrancesco Guarnieri  | Melhor autor                                            | Peça: Castro Alves Pede Passagem                                |
| 1971 | Gianni Ratto             | Prêmio especial                                         |                                                                 |
| 1972 | Ademar Guerra            | Melhor diretor                                          |                                                                 |
| 1972 | Juca de Oliveira         | Melhor ator                                             | Peça: Um Edifício Chamado 200                                   |
| 1972 | Suely Franco             | Melhor atriz                                            |                                                                 |
| 1972 | Carlos Queiroz Telles    | Melhor autor                                            |                                                                 |
| 1972 | Hélio Eichbauer          | Prêmio especial                                         |                                                                 |
| 1973 | Fernando Peixoto         | Melhor diretor                                          |                                                                 |
| 1973 | Walmor Chagas            | Melhor ator                                             |                                                                 |
| 1973 | Carmem Silva             | Melhor atriz (São Paulo)                                | Peça: Mais quero asno que me carregue que cavalo que me derrube |
| 1973 | Marília Pêra             | Melhor atriz (Rio de Janeiro)                           | Peça: Apareceu a Margarida                                      |
| 1973 | Gianfrancesco Guarnieri  | Melhor autor                                            |                                                                 |
| 1973 | Osmar Rodrigues Cruz     | Prêmio especial                                         |                                                                 |
| 1974 | Antunes Filho            | Melhor diretor                                          |                                                                 |
| 1974 | Paulo Goulart            | Melhor ator                                             | Peça: Orquestra de Senhoritas                                   |
| 1974 | Nicete Bruno             | Melhor atriz                                            | Peça: O Efeito dos Raios Gama Sobre as Margaridas do Campo      |
| 1974 | Consuelo de Castro       | Melhor autor                                            |                                                                 |
| 1974 | Cláudio Petraglia        | Prêmio especial                                         |                                                                 |
| 1974 | Ronaldo Ciambroni        | Prêmio de incentivo ao teatro infantil                  |                                                                 |
| 1975 | Antonio Abujamra         | Melhor diretor                                          |                                                                 |
| 1975 | Ítalo Rossi              | Melhor ator (Rio de Janeiro)                            | Peça: A Noite dos Campeões                                      |
| 1975 | Sérgio Mamberti          | Melhor ator                                             |                                                                 |
| 1975 | Irene Ravache            | Melhor atriz                                            | Peça: Roda cor de roda                                          |
| 1975 | Carlos Queiroz Telles    | Melhor autor                                            |                                                                 |
| 1975 | Marilena Ansaldi         | Prêmio especial                                         |                                                                 |
| 1975 | Roberto Lage             | Prêmio de incentivo ao teatro infantil (São Paulo)      |                                                                 |
| 1975 | Maria de Lourdes Martini | Prêmio de incentivo ao teatro infantil (Rio de Janeiro) |                                                                 |
| 1976 | Silney Siqueira          | Melhor diretor                                          |                                                                 |
| 1976 | Raul Cortez              | Melhor ator                                             |                                                                 |
| 1976 | Célia Helena             | Melhor atriz                                            |                                                                 |
| 1976 | Fernanda Montenegro      | Melhor atriz (Rio de Janeiro)                           | Peça: A Mais Sólida Mansão                                      |
| 1976 | Gianfrancesco Guarnieri  | Melhor autor                                            | Peça: Ponto de Partida                                          |
| 1976 | Sábato Magaldi           | Prêmio especial                                         |                                                                 |
| 1976 | Carlos Meceni            | Prêmio de incentivo ao teatro infantil (São Paulo)      |                                                                 |
| 1976 | Ilo Krugli               | Prêmio de incentivo ao teatro infantil (Rio de Janeiro) |                                                                 |
| 1977 | Osmar Rodrigues Cruz     | Melhor diretor                                          |                                                                 |
| 1977 | Sebastião Vasconcelos    | Melhor ator                                             | Peça: Os Emigrados                                              |
| 1977 | Regina Casé              | Melhor atriz                                            | Peça: Trate-me Leão                                             |
| 1977 | Fauzi Arap               | Melhor autor                                            |                                                                 |
| 1977 | Flávio Império           | Prêmio especial                                         |                                                                 |
| 1977 | Antonio Maschio          | Prêmio de incentivo ao teatro infantil (São Paulo)      |                                                                 |
| 1977 | Grupo Hombu              | Prêmio de incentivo ao teatro infantil (Rio de Janeiro) |                                                                 |
| 1978 | Antunes Filho            | Melhor diretor (São Paulo)                              |                                                                 |
| 1978 | Sérgio Britto            | Melhor diretor (Rio de Janeiro)                         | [ 10 ]                                                          |
| 1978 | Cacá Carvalho            | Melhor ator                                             |                                                                 |
| 1978 | Rodrigo Santiago         | Melhor ator (Rio de Janeiro)                            | [ 10 ]                                                          |
| 1978 | Henriqueta Brieba        | Melhor atriz                                            |                                                                 |
| 1978 | Renata Sorrah            | Melhor atriz (Rio de Janeiro)                           | [ 10 ]                                                          |
| 1978 | Maria Adelaide Amaral    | Melhor autor                                            | Peça: Bodas de Papel                                            |
| 1978 | Raul Cortez              | Prêmio especial                                         |                                                                 |
| 1978 | Wladimir Capella         | Prêmio de incentivo ao teatro infantil (São Paulo)      | Peça: Panos e Lendas                                            |
| 1978 | Sylvia Orthof            | Prêmio de incentivo ao teatro infantil (Rio de Janeiro) |                                                                 |
| 1979 | Paulo Betti              | Melhor diretor                                          |                                                                 |
| 1979 | Luiz Carlos Arutim       | Melhor ator                                             |                                                                 |
| 1979 | Ruthinéa de Moraes       | Melhor atriz (São Paulo)                                |                                                                 |
| 1979 | Renata Sorrah            | Melhor atriz (Rio de Janeiro)                           | [ 10 ]                                                          |
| 1979 | Lauro César Muniz        | Melhor autor                                            |                                                                 |
| 1979 | Naum Alves de Souza      | Prêmio especial                                         |                                                                 |
| 1979 | Álvaro Apocalypse        | Prêmio especial                                         |                                                                 |
| 1979 | José Mauro Padovani      | Prêmio de incentivo ao teatro infantil (São Paulo)      |                                                                 |
| 1979 | Caíque Botkai            | Prêmio de incentivo ao teatro infantil (Rio de Janeiro) |                                                                 |

### Década de 1980
| Ano  | Vencedores            | Categoria                                               | Nota                                        |
| ---- | --------------------- | ------------------------------------------------------- | ------------------------------------------- |
| 1980 | Celso Nunes           | Melhor diretor                                          |                                             |
| 1980 | Edwin Luisi           | Melhor ator                                             |                                             |
| 1980 | Walderez de Barros    | Melhor atriz                                            | Peça: Abajur Lilás                          |
| 1980 | Oduvaldo Vianna Filho | Melhor autor                                            |                                             |
| 1980 | Plínio Marcos         | Prêmio especial                                         |                                             |
| 1980 | Lica Neaime           | Prêmio de incentivo ao teatro infantil (São Paulo)      |                                             |
| 1980 | Lúcia Coelho          | Prêmio de incentivo ao teatro infantil (Rio de Janeiro) |                                             |
| 1981 | Antunes Filho         | Melhor diretor                                          |                                             |
| 1981 | Umberto Magnani       | Melhor ator                                             |                                             |
| 1981 | Denise Del Vecchio    | Melhor atriz                                            |                                             |
| 1981 | Naum Alves de Souza   | Melhor autor                                            |                                             |
| 1981 | Irineu Chamiso        | Prêmio especial                                         |                                             |
| 1981 | Marcos Frota          | Prêmio de incentivo ao teatro infantil                  |                                             |
| 1982 | Celso Nunes           | Melhor diretor (Rio de Janeiro)                         | [ 10 ]                                      |
| 1982 | Yara Amaral           | Melhor atriz                                            | Peça: Eu Posso?                             |
| 1982 | Fernanda Montenegro   | Prêmio especial                                         | Peça: As Lágrimas Amargas de Petra von Kant |
| 1982 | Kalma Murtinho        | Conjunto de trabalhos de figurinos                      |                                             |
| 1983 | Marília Pêra          | Melhor atriz                                            | Peça: Brincando em Cima Daquilo             |
| 1983 | Maria Adelaide Amaral | Melhor autor                                            | Peça: Chiquinha Gonzaga                     |
| 1983 | Sérgio Britto         | Prêmio especial (Rio de Janeiro)                        | [ 10 ]                                      |
| 1984 | Maria Adelaide Amaral | Melhor autor                                            | Peça: De braços abertos                     |
| 1985 | Ítalo Rossi           | Melhor ator (Rio de Janeiro)                            | Peça: Quatro Vezes Beckett                  |
| 1985 | Walderez de Barros    | Melhor atriz                                            | Peça: Madame Blavatsky                      |
| 1985 | Plínio Marcos         | Melhor autor                                            | Peça: Madame Blavatsky                      |
| 1985 | Gerald Thomas         | Prêmio especial (Rio de Janeiro)                        |                                             |
| 1985 | Cacá Rosset           | Melhor diretor (São Paulo)                              |                                             |
| 1986 | José Wilker           | Melhor diretor (Rio de Janeiro)                         | [ 10 ]                                      |
| 1986 | Ítalo Rossi           | Melhor ator (Rio de Janeiro)                            | Peça: Encontro com Fernando Pessoa          |
| 1986 | Yara Amaral           | Melhor atriz (Rio de Janeiro)                           | Peça: Sábado, Domingo e Segunda             |
| 1987 | Mauro Rasi            | Melhor autor                                            | [ 10 ]                                      |
| 1987 | Ítalo Rossi           | Melhor ator (Rio de Janeiro)                            | Peça: Encontro de Descartes e Pascal        |
| 1987 | Fernanda Montenegro   | Melhor atriz                                            | Peça: Dona Doida, Um Interlúdio             |
| 1988 | Luiz Baccelli         | Melhor ator                                             | Peça: Xica da Silva                         |

### Década de 1990
| Ano  | Vencedores            | Categoria               | Nota                                                                 |
| ---- | --------------------- | ----------------------- | -------------------------------------------------------------------- |
| 1991 | Mauro Rasi            | Melhor autor            | [ 10 ]                                                               |
| 1991 | Daniel Dantas         | Melhor ator             |                                                                      |
| 1991 | Antonio Calloni       | Melhor ator (São Paulo) | Peça: A secreta obscenidade de cada dia de Marco Antonio de la Parra |
| 1991 | Cleide Yáconis        | Melhor atriz            | Peça: O Baile de Máscaras                                            |
| 1991 | Paulo Mamede          | Melhor cenografia       |                                                                      |
| 1994 | Bosco Brasil          | Melhor autor            | Peça: Budro                                                          |
| 1994 | Eva Wilma             | Melhor atriz            | Peça: Queridinha Mamãe                                               |
| 1994 | Maria Adelaide Amaral | Melhor autor            | Peça: Querida Mamãe                                                  |
| 1994 | Gabriel Villela       | Melhor diretor          | Peça: A Rua da Amargura                                              |